# Audi A3
De Audi A3 is een automodel uit de compacte middenklasse van het Duitse automerk Audi en was tot 2010 Audi's instapmodel. De A3 maakt gebruik van het Golf-platform waar ook de Audi TT gebruik van maakt. Tevens staan er nog andere modellen van de Volkswagen AG op dit platform zoals de Škoda Octavia, de Seat León en nog een aantal Volkswagenmodellen.

## Eerste generatie (8L)
De A3 werd uitgebracht in 1996 en is gebaseerd op de Volkswagen Golf waar hij onder meer het platform en verschillende onderdelen mee deelt. De auto concurreert met onder andere de Alfa Romeo 147, BMW 1-serie, Peugeot 306, Opel Astra en de Honda Civic. De A3 is sinds de Audi 50 de eerste auto van Audi in het lagere marktsegment. Tevens brak de A3 Audi's traditie waarbij de motoren altijd in lengterichting geplaatst worden. Dit kwam doordat de A3 op het platform van de Golf stond die dwars geplaatste motoren heeft. In 1999 kwam de Audi S3 op de markt, een sportieve S-variant van de A3. Tevens kwam in 1999 de vijfdeursuitvoering op de markt (dat model is officieel nooit sportback genoemd, dat is voorbehouden aan de vijfdeurs 8P en 8V).

### Facelift
In oktober 2000 werd de auto op diverse punten gewijzigd, waarbij de andere koplampen (knipperlicht en lenskoplamp in een unit), gewijzigde achterlichten, een grotere rechterbuitenspiegel en andere velgen het meest in het oog springen. Bij de diesels werd het type motor van VP (verdelerpomp) naar PD (pompverstuiver) gewijzigd.
In Brazilië was deze A3 van 2000 tot 2006 op de markt.

### Motoren
De basismotoren waren afkomstig uit de Golf met als basismotorisering een 1,6 viercilinder. Daarna volgt er een heel scala aan 1,8-liter turbomotoren die vanaf 150 pk steeds verder doorontwikkeld werden wat uiteindelijk leidde tot een 210 pk sterke motor voor de S3, die later zelfs nog eens opgewaardeerd werd naar 225 pk.
Bij de dieselmotoren werd er gebruikgemaakt van direct ingespoten TDI-motoren met verdeelpomp en turbo. Later werden deze motoren vervangen voor exemplaren met pompverstuivertechniek. Tot slot kwamen er vanaf 2009 enkel nog motoren met commonrail op de markt, aangezien de pompverstuivertechniek enkel werd gebruikt door VAG en deze duur was voor zowel zij voor de verdere ontwikkeling als voor de klant qua herstellingskosten.
Tevens was de A3 met quattro vierwielaandrijving te bestellen, hoewel dit niet het originele "Audi Quattro"-systeem is maar de "4motion"-versie van Volkswagen.
Deze gebruikten een Haldex-koppeling en gaven een standaard vermogensverdeling van 90/10, terwijl Quattro met het torsendifferentieel werkt en standaard met 50/50 of 40/60 werkte.
Benzine
| Type   | Motor   | Motor     | Motor   | Vermogen | Koppel | Aandrijving    | Gewicht        | 0-100 km/h  | Topsnelheid    | Jaartal     |
| Type   | Inhoud  | Cilinders | Kleppen | Vermogen | Koppel | Aandrijving    | Gewicht        | 0-100 km/h  | Topsnelheid    | Jaartal     |
| ------ | ------- | --------- | ------- | -------- | ------ | -------------- | -------------- | ----------- | -------------- | ----------- |
| 1.6    | 1595 cc | 4-in-lijn | 8V      | 102 pk   | 145 Nm | voor           | 1090 kg        | 11,0 s      | 188 km/h       | 1996 - 2000 |
| 1.6    | 1595 cc | 4-in-lijn | 8V      | 102 pk   | 148 Nm | voor           | 1065 kg        | 10,9 s      | 189 km/h       | 2000 - 2003 |
| 1.8 5V | 1781 cc | 4-in-lijn | 20V     | 125 pk   | 173 Nm | voor           | 1140 kg        | 9,6 s       | 202 km/h       | 1996 - 2003 |
| 1.8 T  | 1781 cc | 4-in-lijn | 20V     | 150 pk   | 210 Nm | voor / quattro | 1145 / 1265 kg | 8,2 / 8,2 s | 217 / 215 km/h | 1996 - 2003 |
| 1.8 T  | 1781 cc | 4-in-lijn | 20V     | 180 pk   | 235 Nm | voor / quattro | 1155 / 1300 kg | 7,5 / 7,5 s | 228 / 226 km/h | 1999 - 2003 |
| S3     | 1781 cc | 4-in-lijn | 20V     | 210 pk   | 270 Nm | quattro        | 1375 kg        | 6,9 s       | 238 km/h       | 1999 - 2001 |
| S3     | 1781 cc | 4-in-lijn | 20V     | 225 pk   | 280 Nm | quattro        | 1420 kg        | 6,6 s       | 243 km/h       | 2001 - 2003 |

Diesel
| Type    | Motor   | Motor     | Motor   | Vermogen | Koppel | Aandrijving    | Gewicht        | 0-100 km/h  | Topsnelheid    | Jaartal     |
| Type    | Inhoud  | Cilinders | Kleppen | Vermogen | Koppel | Aandrijving    | Gewicht        | 0-100 km/h  | Topsnelheid    | Jaartal     |
| ------- | ------- | --------- | ------- | -------- | ------ | -------------- | -------------- | ----------- | -------------- | ----------- |
| 1.9 TDI | 1886 cc | 4-in-lijn | 8V      | 90 pk    | 210 Nm | voor           | 1170 kg        | 12,4 s      | 181 km/h       | 1996 - 2000 |
| 1.9 TDI | 1886 cc | 4-in-lijn | 8V      | 100 pk   | 240 Nm | voor           | 1160 kg        | 11,0 s      | 188 km/h       | 2000 - 2003 |
| 1.9 TDI | 1886 cc | 4-in-lijn | 8V      | 110 pk   | 235 Nm | voor           | 1180 kg        | 10,5 s      | 194 km/h       | 1997 - 2001 |
| 1.9 TDI | 1886 cc | 4-in-lijn | 8V      | 130 pk   | 310 Nm | voor / quattro | 1175 / 1295 kg | 9,2 / 9,1 s | 205 / 203 km/h | 2000 - 2003 |

## Tweede generatie (8P)

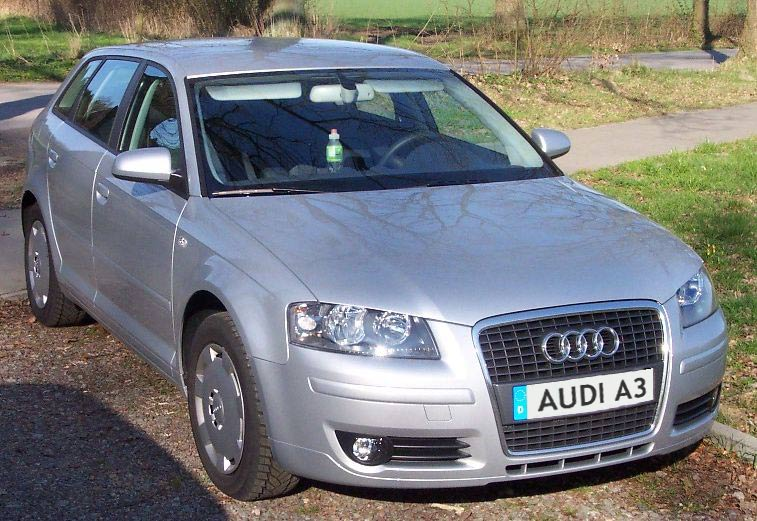
Audi A3 facelift 2005

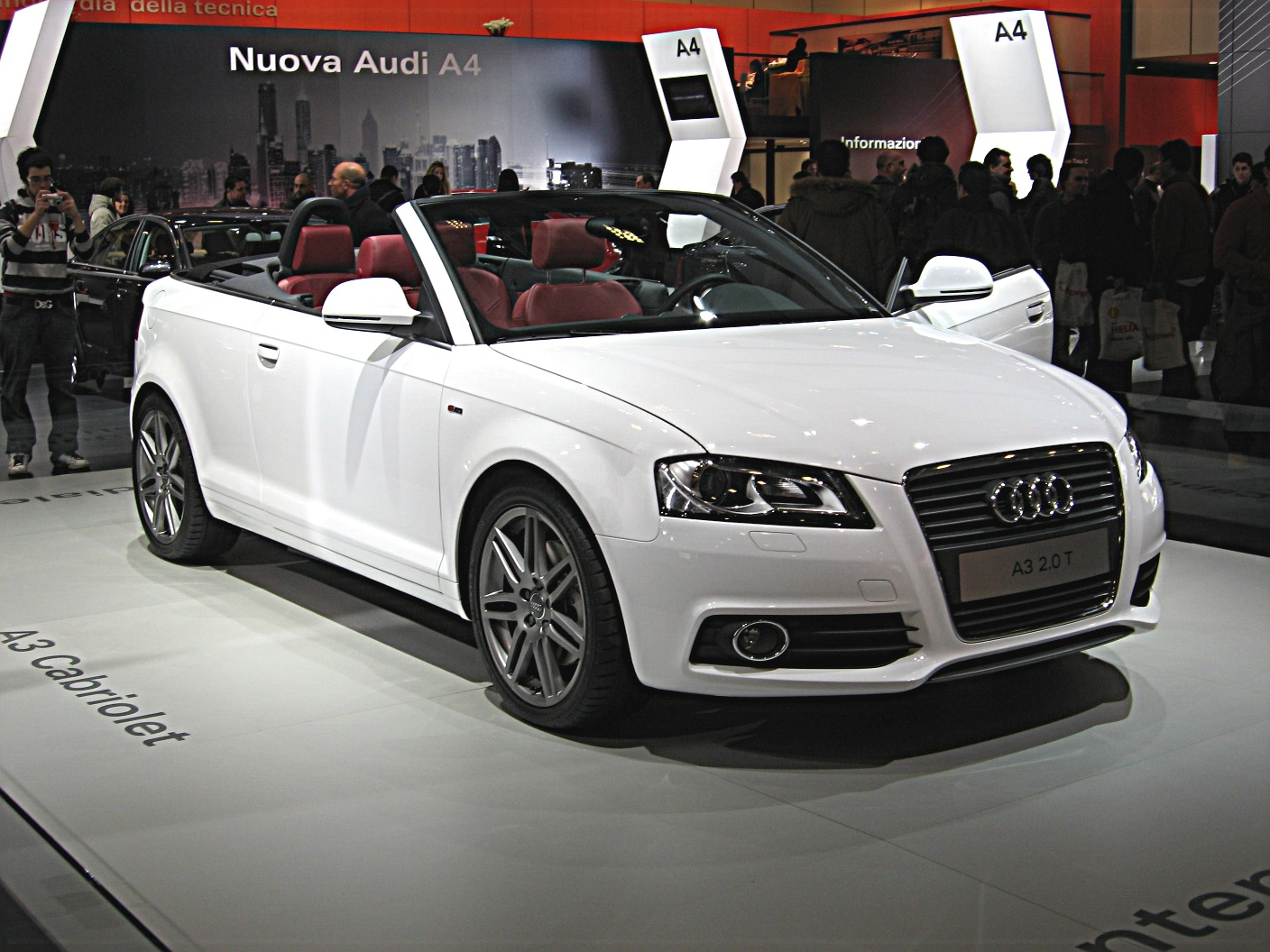
Audi A3 Cabriolet

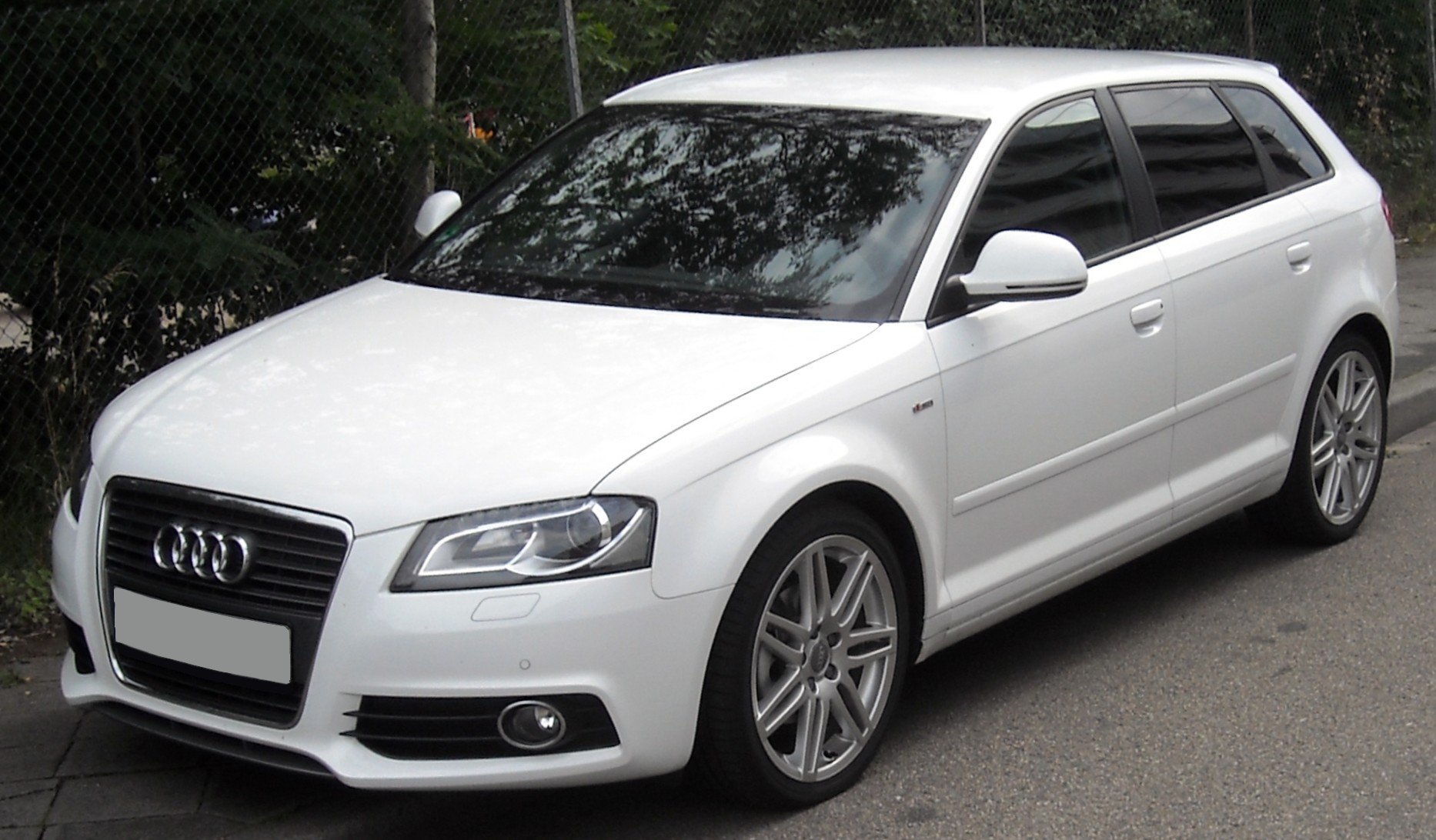
Audi A3 facelift 2008

De tweede generatie van de A3 is in 2003 verschenen en is ontworpen door Walter de'Silva. De A3 werd voor het eerst leverbaar met de DSG-transmissie die in in de huidige modellen S-tronic heet. Ook kwam er een zescilindermotor beschikbaar voor de A3, de 3.2 VR6 van 250 pk, die ook te terug vinden in de Volkswagen Golf R32 en is standaard gekoppeld aan quattro-vierwielaandrijving.

### Sportback (8PA)
In 2004 kwam er een vijfdeursversie van de A3 op de markt met de naam Sportback die 68 mm langer is dan de originele driedeursversie. De Sportback werd geïntroduceerd met de single frame-grille die daarvoor al op de Audi A8 W12 debuteerde. De A3 Sportback is geen volwaardige stationwagen maar in feite een combinatie tussen de A3 en een Avant. De achterkant is ongeveer half zo lang als bij andere stations waardoor de Sportback relatief compact bleef en de nadruk op sportiviteit behouden werd.

### Facelift 1
In 2005 kreeg de A3 een facelift waarbij ook de driedeursversie werd voorzien van de nieuwe single frame-grille wat het nieuwe familiegezicht werd van Audi.

### S3 & RS 3
In 2006 is de sportieve Audi S3 verschenen van dit model met een door ontwikkelde 2,0-liter Turbo FSI-motor die 265 pk levert. Geruchten van een mogelijke RS-variant van de A3 doen al jaren de ronde. Eind 2010 verscheen ook de langverwachte Audi RS 3 als topmodel van de A3-reeks. De RS 3 maakt gebruik van de vijfcilinder turbomotor uit de Audi TT RS.

### TDI clubsport quattro
Eind mei 2008 presenteerde Audi in Wörthersee de Audi A3 TDI clubsport quattro waar ook de Audi TT clubsport quattro gepresenteerd werd. Deze conceptauto van de A3 is voorzien van een 2,0-liter TDI-motor van 224 pk en 450 Nm. Deze motor stelt de A3 van 1475 kg in staat om in 6,6 seconden naar de 100 km/h te sprinten en een topsnelheid van 240 km/h te halen. De 2.0 TDI is speciaal gemaakt om te laten zien wat er mogelijk is. Zo voldoet de motor al aan de Euro-5-norm van de Europese emissiestandaard en is voorzien van een speciaal ontwikkeld uitlaatsysteem. De kracht wordt via een lichtgewicht magnesium zesversnellingsbak over de quattro-vierwielaandrijving verdeeld. Verder werd de auto 36 mm verlaagd en voorzien van 20 inch lichtmetalen velgen. Tevens is de TDI clubsport quattro voorzien van Audi magnetic ride, een adaptief dempingssysteem wat ook al wordt gebruikt op de Audi TT en R8. Daarnaast heeft de wagen een uitgebreide bodykit en zijn de remmen vóór voorzien van remschijven met een diameter van 356 mm.

### Cabriolet (8P7)
Begin 2008 werd de A3 cabriolet geïntroduceerd die in mei 2008 op de markt kwam. Deze beschikt over een klassieke stoffen softtop in plaats van een stalen vouwdak dat tegenwoordig populair is onder de naam Coupé Cabriolet. Hierdoor kan de A3 Cabriolet relatief compact en licht gehouden worden en is er geen grote kofferbak nodig. De Cabriolet liep al vooruit op de facelift die de A3 in juli van 2008 kreeg. Zo had hij al de led-dagrijverlichting in de koplampen wat kenmerkend is bij Audi en een gewijzigde voorkant. De horizontale achterlichtunits volgen de trend van de A4 en A5. Er is keuze uit de 1,2 liter TFSI van 105 pk, 1,4 liter TFSI van 125 pk, 1,8 liter TFSI van 160 pk en de 2,0 TFSI van 200 pk benzinemotoren. Bij de dieselmotoren kan er gekozen worden uit een 1,9 liter TDI en de vernieuwde 2,0 liter TDI met common-rail-inspuiting.

### Facelift 2
In 2008 werd de A3 opnieuw gefacelift waarbij de kenmerken van de A3 Cabriolet werden toegevoegd waaronder de led-verlichting in de koplampen. Ook is er een nieuwe 7-traps S tronic-versnellingsbak beschikbaar gekomen, de vernieuwde DSG die eerder al bij Volkswagen geïntroduceerd werd. Tevens verscheen er met de introductie van de vernieuwde A3 de S3 Sportback. De S3 was tot op heden uitsluitend leverbaar als hatchback. De A3 facelift kwam in juli 2008 op de markt.

### Motoren
De benzinemotoren maken gebruik van FSI (directe benzine inspuiting). Tevens verscheen er bij de introductie van de nieuwe A3 een 3.2 liter VR6-motor met 250 pk die ook dienstdoet in de Golf R32. Deze motor verdween in de loop van 2009 stilaan uit het assortiment omdat men deze verouderd achtte.
De eerste reeks dieselmotoren maakte gebruik van de pompverstuivertechniek. De basisversie levert 105 pk evenals de zuinige "e"-variant. Vervolgens is er een 2.0 TDI beschikbaar met 140 pk. In 2006 verscheen de sterkste dieselvariant, een 2.0 TDI met piëzo aangestuurde pompverstuivers die 170 pk levert. De huidige dieselmotoren zijn voorzien van common-rail inspuittechniek. In 2009 werd de 1.9 TDI vervangen voor een nieuwe 1,6-liter TDI dieselmotor.

### Gegevens
Benzine
| Hatchback     | Hatchback | Hatchback | Hatchback | Hatchback      | Hatchback      | Hatchback   | Hatchback      | Hatchback   |
| Type          | Motor     | Vermogen  | Koppel    | Aandrijving    | Gewicht        | 0-100 km/h  | Topsnelheid    | Jaartal     |
| ------------- | --------- | --------- | --------- | -------------- | -------------- | ----------- | -------------- | ----------- |
| 1.6           | 4-in-lijn | 102 pk    | 148 Nm    | voor           | 1205 kg        | 11,9 s      | 185 km/h       | 2003 - 2008 |
| 1.6           | 4-in-lijn | 102 pk    | 148 Nm    | voor           | 1185 kg        | 11,8 s      | 185 km/h       | 2008 - 2010 |
| 1.2 TFSI      | 4-in-lijn | 105 pk    | 175 Nm    | voor           | 1200 kg        | 11,1 s      | 190 km/h       | 2010 - 2012 |
| 1.6 FSI       | 4-in-lijn | 115 pk    | 155 Nm    | voor           | 1225 kg        | 10,9 s      | 196 km/h       | 2003 - 2008 |
| 1.4 TFSI      | 4-in-lijn | 125 pk    | 200 Nm    | voor           | 1260 kg        | 9,6 s       | 203 km/h       | 2007 - 2008 |
| 1.4 TFSI      | 4-in-lijn | 125 pk    | 200 Nm    | voor           | 1255 kg        | 9,4 s       | 203 km/h       | 2008 - 2012 |
| 2.0 FSI       | 4-in-lijn | 150 pk    | 200 Nm    | voor           | 1275 kg        | 9,1 s       | 211 km/h       | 2003 - 2006 |
| 1.8 TFSI      | 4-in-lijn | 160 pk    | 250 Nm    | voor           | 1305 kg        | 8,0 s       | 220 km/h       | 2006 - 2008 |
| 1.8 TFSI      | 4-in-lijn | 160 pk    | 250 Nm    | voor / quattro | 1280 / 1375 kg | 7,6 / 7,8 s | 222 / 220 km/h | 2008 - 2012 |
| 2.0 TFSI      | 4-in-lijn | 200 pk    | 280 Nm    | voor / quattro | 1320 / 1430 kg | 7,1 / 7,0 s | 236 / 234 km/h | 2003 - 2008 |
| 2.0 TFSI      | 4-in-lijn | 200 pk    | 280 Nm    | voor / quattro | 1259 / 1416 kg | 7,0 / 6,6 s | 238 / 236 km/h | 2008 - 2012 |
| 3.2           | VR6       | 250 pk    | 320 Nm    | quattro        | 1495 kg        | 6,5 s       | 250* km/h      | 2003 - 2009 |
| 2.0 TFSI (S3) | 4-in-lijn | 265 pk    | 350 Nm    | quattro        | 1455 kg        | 5,7 s       | 250* km/h      | 2006 - 2012 |

| Sportback       | Sportback | Sportback | Sportback | Sportback      | Sportback      | Sportback   | Sportback      | Sportback   |
| Type            | Motor     | Vermogen  | Koppel    | Aandrijving    | Gewicht        | 0-100 km/h  | Topsnelheid    | Jaartal     |
| --------------- | --------- | --------- | --------- | -------------- | -------------- | ----------- | -------------- | ----------- |
| 1.6             | 4-in-lijn | 102 pk    | 148 Nm    | voor           | 1245 kg        | 12,2 s      | 185 km/h       | 2004 - 2008 |
| 1.6             | 4-in-lijn | 102 pk    | 148 Nm    | voor           | 1245 kg        | 12,1 s      | 185 km/h       | 2008 - 2010 |
| 1.2 TFSI        | 4-in-lijn | 105 pk    | 175 Nm    | voor           | 1220 kg        | 11,3 s      | 190 km/h       | 2010 - 2013 |
| 1.6 FSI         | 4-in-lijn | 115 pk    | 155 Nm    | voor           | 1265 kg        | 11,1 s      | 196 km/h       | 2004 - 2007 |
| 1.4 TFSI        | 4-in-lijn | 125 pk    | 200 Nm    | voor           | 1300 kg        | 9,8 s       | 203 km/h       | 2007 - 2008 |
| 1.4 TFSI        | 4-in-lijn | 125 pk    | 200 Nm    | voor           | 1295 kg        | 9,6 s       | 203 km/h       | 2008 - 2013 |
| 2.0 FSI         | 4-in-lijn | 150 pk    | 200 Nm    | voor           | 1315 kg        | 9,1 s       | 214 km/h       | 2004 - 2006 |
| 1.8 TFSI        | 4-in-lijn | 160 pk    | 250 Nm    | voor           | 1345 kg        | 8,2 s       | 220 km/h       | 2006 - 2008 |
| 1.8 TFSI        | 4-in-lijn | 160 pk    | 250 Nm    | voor / quattro | 1320 / 1415 kg | 7,8 / 8,0 s | 222 / 220 km/h | 2008 - 2013 |
| 2.0 TFSI        | 4-in-lijn | 200 pk    | 280 Nm    | voor / quattro | 1360 / 1470 kg | 7,2 / 7,1 s | 236 / 234 km/h | 2006 - 2008 |
| 2.0 TFSI        | 4-in-lijn | 200 pk    | 280 Nm    | voor / quattro | 1335 / 1455 kg | 7,1 / 6,7 s | 238 / 236 km/h | 2008 - 2013 |
| 3.2             | VR6       | 250 pk    | 320 Nm    | quattro        | 1535 kg        | 6,4 s       | 250* km/h      | 2004 - 2008 |
| 3.2             | VR6       | 250 pk    | 320 Nm    | quattro        | 1550 kg        | 6,2 s       | 250* km/h      | 2008 - 2009 |
| 2.0 TFSI (S3)   | 4-in-lijn | 265 pk    | 350 Nm    | quattro        | 1495 kg        | 5,8 s       | 250* km/h      | 2008 - 2012 |
| 2.5 TFSI (RS 3) | 5-in-lijn | 340 pk    | 450 Nm    | quattro        | 1575 kg        | 4,6 s       | 250* km/h      | 2011 - 2012 |

| Cabriolet | Cabriolet | Cabriolet | Cabriolet | Cabriolet   | Cabriolet | Cabriolet  | Cabriolet   | Cabriolet   |
| Type      | Motor     | Vermogen  | Koppel    | Aandrijving | Gewicht   | 0-100 km/h | Topsnelheid | Jaartal     |
| --------- | --------- | --------- | --------- | ----------- | --------- | ---------- | ----------- | ----------- |
| 1.6       | 4-in-lijn | 102 pk    | 148 Nm    | voor        | 1330 kg   | 12,5 s     | 183 km/h    | 2009 - 2010 |
| 1.2 TFSI  | 4-in-lijn | 105 pk    | 175 Nm    | voor        | 12,2 s    | 188 km/h   | 2010 - 2013 |             |
| 1.4 TFSI  | 4-in-lijn | 125 pk    | 200 Nm    | voor        | 1410 kg   | 10,7 s     | 200 km/h    | 2011 - 2013 |
| 1.8 TFSI  | 4-in-lijn | 160 pk    | 250 Nm    | voor        | 1425 kg   | 8,2 s      | 220 km/h    | 2008 - 2013 |
| 2.0 TFSI  | 4-in-lijn | 200 pk    | 280 Nm    | voor        | 1435 kg   | 7,4 s      | 236 km/h    | 2008 - 2013 |

Diesel
| Hatchback | Hatchback | Hatchback | Hatchback | Hatchback      | Hatchback      | Hatchback   | Hatchback      | Hatchback          |
| Type      | Motor     | Vermogen  | Koppel    | Aandrijving    | Gewicht        | 0-100 km/h  | Topsnelheid    | Jaartal            |
| --------- | --------- | --------- | --------- | -------------- | -------------- | ----------- | -------------- | ------------------ |
| 1.6 TDI   | 4-in-lijn | 90 pk     | 230 Nm    | voor           | 1280 kg        | 12,9 s      | 180 km/h       | 2009 - 2012        |
| 1.6 TDI   | 4-in-lijn | 105 pk    | 250 Nm    | voor           | 1280 kg        | 11,4 s      | 194 km/h       | 2009 - 2012        |
| 1.9 TDI   | 4-in-lijn | 105 pk    | 250 Nm    | voor           | 1295 kg        | 11,4 s      | 187 km/h       | 2003 - 2009        |
| 1.9 TDIe  | 4-in-lijn | 105 pk    | 250 Nm    | voor           | 1295 kg        | 11,4 s      | 194 km/h       | 2003 - 2009        |
| 2.0 TDI   | 4-in-lijn | 140 pk    | 320 Nm    | voor / quattro | 1340 / 1430 kg | 9,5 / 9,4 s | 207 / 205 km/h | 2003 / 2005 - 2012 |
| 2.0 TDI   | 4-in-lijn | 170 pk    | 350 Nm    | voor / quattro | 1340 / 1440 kg | 8,2 / 7,8 s | 222 / 220 km/h | 2006 - 2012        |

| Sportback | Sportback | Sportback | Sportback | Sportback      | Sportback      | Sportback   | Sportback      | Sportback   |
| Type      | Motor     | Vermogen  | Koppel    | Aandrijving    | Gewicht        | 0-100 km/h  | Topsnelheid    | Jaartal     |
| --------- | --------- | --------- | --------- | -------------- | -------------- | ----------- | -------------- | ----------- |
| 1.6 TDI   | 4-in-lijn | 90 pk     | 230 Nm    | voor           | 1320 kg        | 13,3 s      | 180 km/h       | 2012 - 2013 |
| 1.6 TDI   | 4-in-lijn | 105 pk    | 250 Nm    | voor           | 1320 kg        | 11,7 s      | 194 km/h       | 2009 - 2013 |
| 1.9 TDI   | 4-in-lijn | 105 pk    | 250 Nm    | voor           | 1335 kg        | 11,7 s      | 187 km/h       | 2004 - 2010 |
| 1.9 TDIe  | 4-in-lijn | 105 pk    | 250 Nm    | voor           | 1320 kg        | 11,7 s      | 194 km/h       | 2007 - 2010 |
| 2.0 TDI   | 4-in-lijn | 140 pk    | 320 Nm    | voor / quattro | 1380 / 1480 kg | 9,7 / 9,6 s | 207 / 205 km/h | 2004 - 2008 |
| 2.0 TDI   | 4-in-lijn | 140 pk    | 320 Nm    | voor / quattro | 1360 / 1480 kg | 9,6 / 9,6 s | 207 / 205 km/h | 2008 - 2010 |
| 2.0 TDI   | 4-in-lijn | 140 pk    | 320 Nm    | voor / quattro | 1360 / 1480 kg | 9,1 / 9,4 s | 210 / 205 km/h | 2010 - 2013 |
| 2.0 TDI   | 4-in-lijn | 170 pk    | 350 Nm    | voor / quattro | 1380 / 1480 kg | 8,3 / 7,9 s | 222 / 220 km/h | 2006 - 2012 |

| Cabriolet | Cabriolet | Cabriolet | Cabriolet | Cabriolet   | Cabriolet | Cabriolet  | Cabriolet   | Cabriolet   |
| Type      | Motor     | Vermogen  | Koppel    | Aandrijving | Gewicht   | 0-100 km/h | Topsnelheid | Jaartal     |
| --------- | --------- | --------- | --------- | ----------- | --------- | ---------- | ----------- | ----------- |
| 1.6 TDI   | 4-in-lijn | 105 pk    | 250 Nm    | voor        | 1430 kg   | 12,2 s     | 190 km/h    | 2009 - 2013 |
| 1.9 TDI   | 4-in-lijn | 105 pk    | 250 Nm    | voor        | 1425 kg   | 12,3 s     | 185 km/h    | 2008 - 2009 |
| 2.0 TDI   | 4-in-lijn | 140 pk    | 320 Nm    | voor        | 1475 kg   | 9,6 s      | 208 km/h    | 2008 - 2013 |

## Derde generatie (8V) 2012-2020

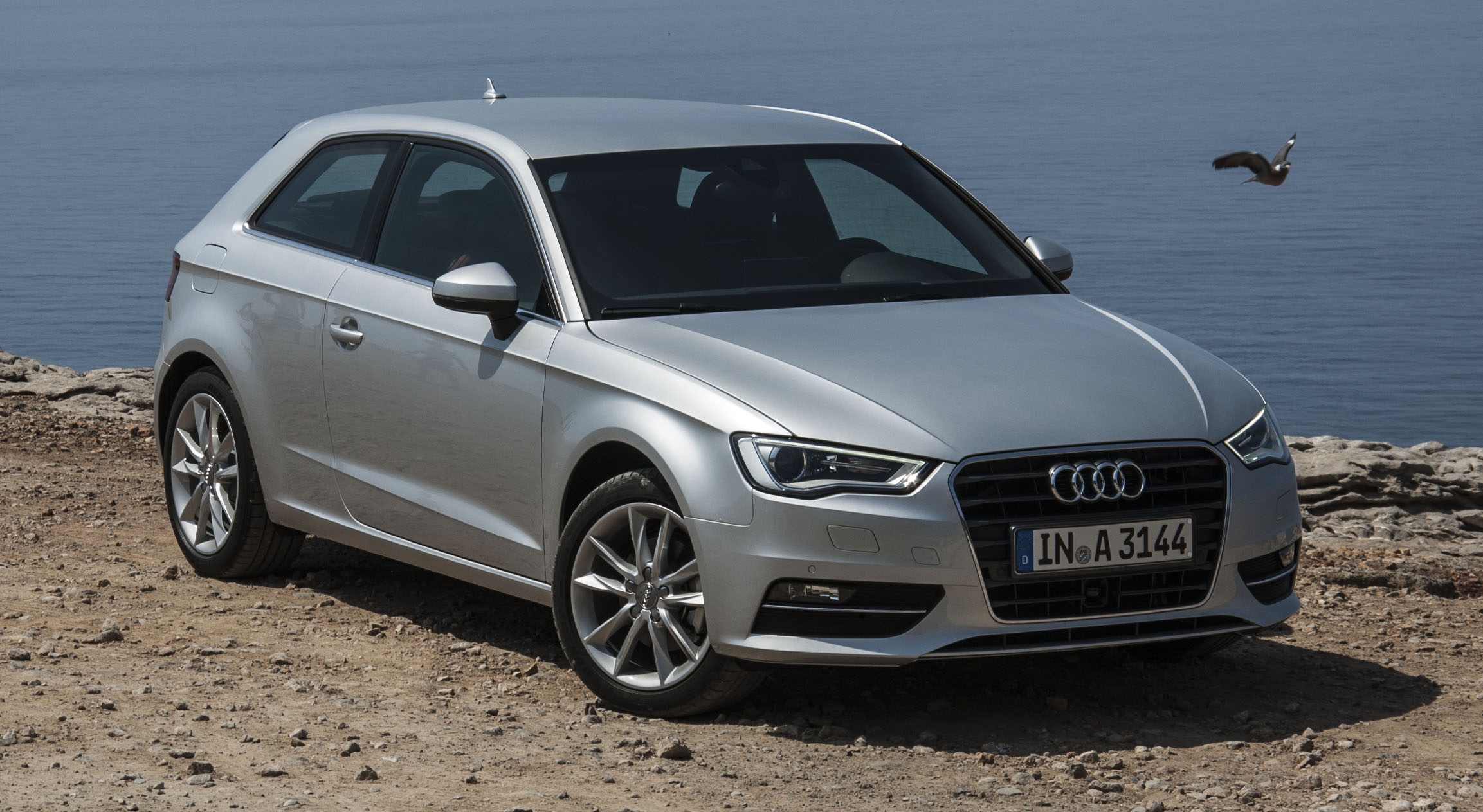
Audi A3

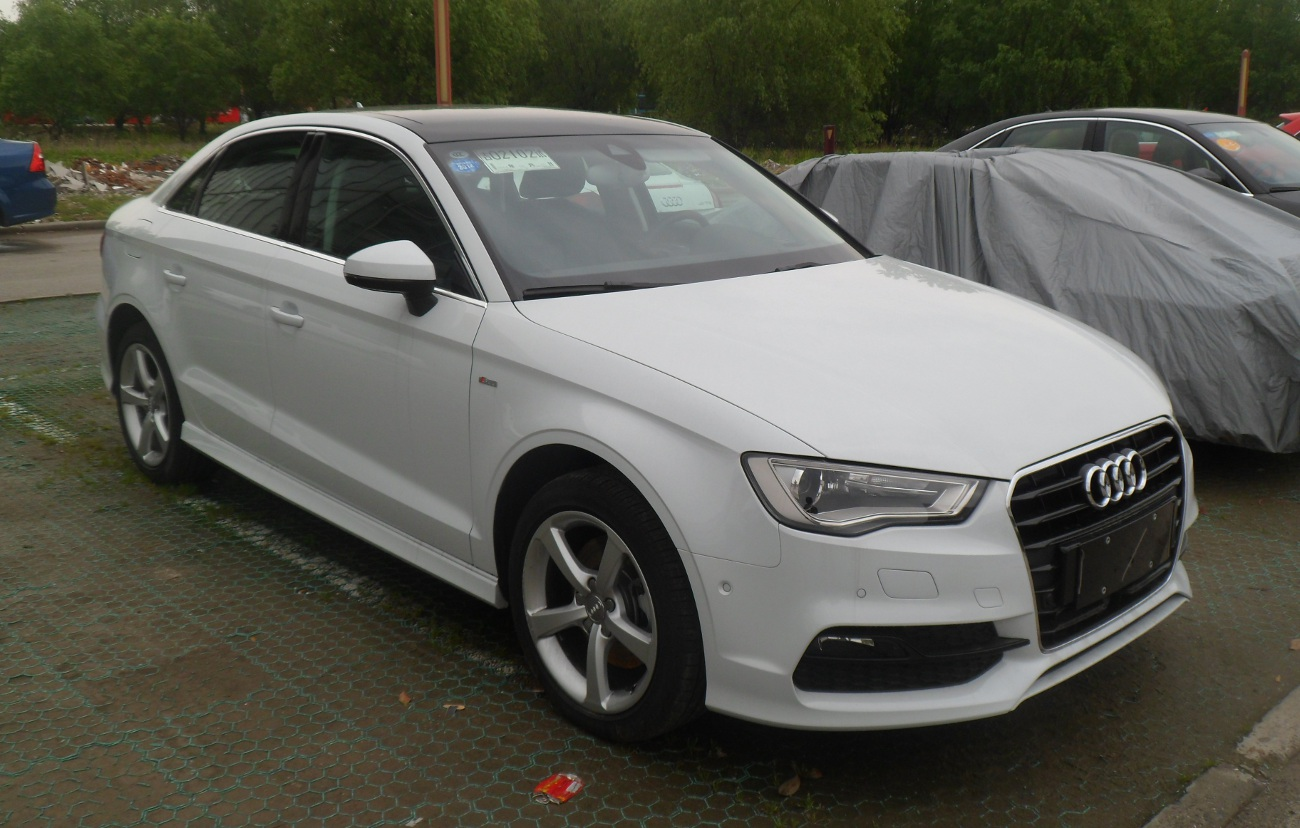
Audi A3 Sedan

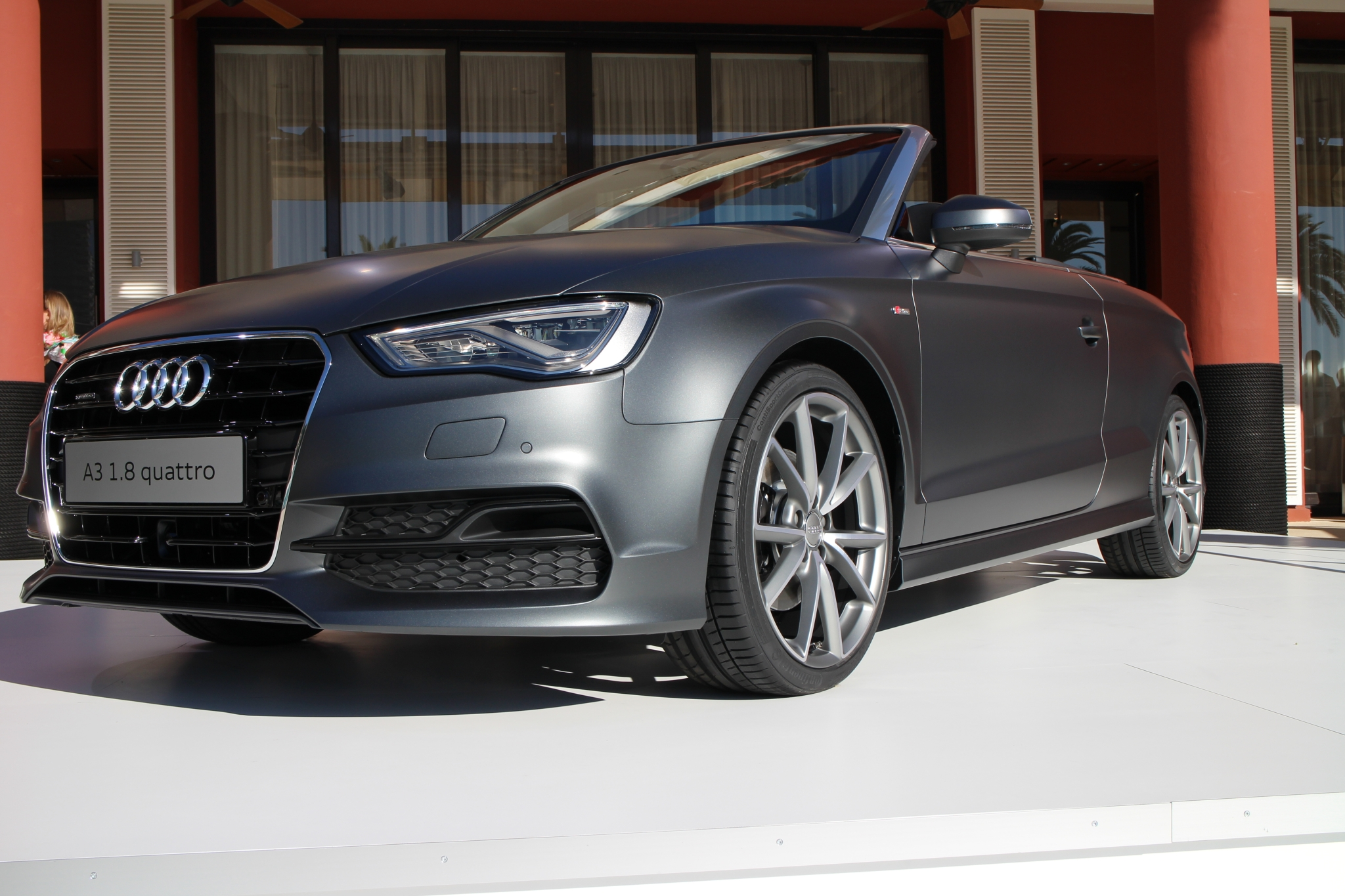
Audi A3 Cabriolet

Tijdens de Autosalon van Geneve werd op 6 maart 2012 de nieuwe Audi A3 gepresenteerd. De marktintroductie van de driedeurs Audi A3 vond in augustus plaats, later volgde de A3 Sportback. In maart 2013 werd online een sneak preview van de Audi A3 sedan geplaatst, deze augustus werd deze leverbaar. Op de IAA in Frankfurt werd in 2013 werd de Audi A3 cabriolet geïntroduceerd, welke in het voorjaar van 2014 bij de dealer stond.
Ten opzichte van zijn voorganger is de A3 m.b.t. uiterlijk niet schokkend veranderd. De grootste verandering heeft onderhuids plaats gevonden. Samen met de Golf VII zijn dit de eerste modellen van de VAG-groep welke gebruik maken van het MQB-platform.
Nieuw zijn onder andere het leverbare panoramadak, elektrische parkeerrem, adaptive cruise control en rijbaanassistent. Ook het scherm van het MMI-systeem is verplaatst. Deze bevindt zich nu boven op het dashboard en kan elektrisch verzonken worden in het dashboard.

### Gegevens
Benzine
| Hatchback     | Hatchback | Hatchback | Hatchback | Hatchback      | Hatchback      | Hatchback   | Hatchback      | Hatchback   |
| Type          | Motor     | Vermogen  | Koppel    | Aandrijving    | Gewicht        | 0-100 km/h  | Topsnelheid    | Jaartal     |
| ------------- | --------- | --------- | --------- | -------------- | -------------- | ----------- | -------------- | ----------- |
| 1.2 TFSI      | 4-in-lijn | 105 pk    | 175 Nm    | voor           | 1125 kg        | 10,3 s      | 193 km/h       | 2013 - 2014 |
| 1.2 TFSI      | 4-in-lijn | 110 pk    | 175 Nm    | voor           | 1125 kg        | 9,9 s       | 198 km/h       | 2014 - 2016 |
| 1.4 TFSI      | 4-in-lijn | 122 pk    | 200 Nm    | voor           | 1150 kg        | 9,3 s       | 203 km/h       | 2012 - 2014 |
| 1.4 TFSI      | 4-in-lijn | 125 pk    | 200 Nm    | voor           | 1150 kg        | 9,2 s       | 206 km/h       | 2014 - 2016 |
| 1.4 TFSI      | 4-in-lijn | 140 pk    | 250 Nm    | voor           | 1170 kg        | 8,3 s       | 213 km/h       | 2013 - 2014 |
| 1.4 TFSI      | 4-in-lijn | 150 pk    | 250 Nm    | voor           | 1170 kg        | 8,1 s       | 220 km/h       | 2014 - 2016 |
| 1.8 TFSI      | 4-in-lijn | 180 pk    | 250 Nm    | voor / quattro | 1205 / 1325 kg | 7,1 / 6,7 s | 232 / 228 km/h | 2013 - 2016 |
| 2.0 TFSI (S3) | 4-in-lijn | 300 pk    | 380 Nm    | quattro        | 1370 kg        | 5,2 s       | 250 km/h       | 2013 - 2016 |

| Sportback      | Sportback | Sportback | Sportback | Sportback      | Sportback      | Sportback   | Sportback      | Sportback   |
| Type           | Motor     | Vermogen  | Koppel    | Aandrijving    | Gewicht        | 0-100 km/h  | Topsnelheid    | Jaartal     |
| -------------- | --------- | --------- | --------- | -------------- | -------------- | ----------- | -------------- | ----------- |
| 1.2 TFSI       | 4-in-lijn | 105 pk    | 175 Nm    | voor           | 1155 kg        | 10,5 s      | 193 km/h       | 2013 - 2014 |
| 1.2 TFSI       | 4-in-lijn | 110 pk    | 175 Nm    | voor           | 1155 kg        | 10,1 s      | 198 km/h       | 2014 - 2016 |
| 1.4 TFSI       | 4-in-lijn | 122 pk    | 200 Nm    | voor           | 1180 kg        | 9,5 s       | 203 km/h       | 2013 - 2014 |
| 1.4 TFSI       | 4-in-lijn | 125 pk    | 200 Nm    | voor           | 1180 kg        | 9,4 s       | 206 km/h       | 2014 - 2016 |
| 1.4 TFSI       | 4-in-lijn | 140 pk    | 250 Nm    | voor           | 1200 kg        | 8,4 s       | 213 km/h       | 2013 - 2014 |
| 1.4 TFSI       | 4-in-lijn | 150 pk    | 250 Nm    | voor           | 1200 kg        | 8,2 s       | 220 km/h       | 2014 - 2016 |
| 1.8 TFSI       | 4-in-lijn | 180 pk    | 250 Nm    | voor / quattro | 1235 / 1355 kg | 7,2 / 6,8 s | 232 / 228 km/h | 2013 - 2016 |
| 2.0 TFSI (S3)  | 4-in-lijn | 300 pk    | 380 Nm    | quattro        | 1400 kg        | 5,3 s       | 250 km/h       | 2013 - 2016 |
| 2.5 TFSI (RS3) | 5-in-lijn | 367 pk    | 465 Nm    | quattro        | 1495 kg        | 4,3 s       | 250 km/h       | 2015 - 2016 |

| Sedan         | Sedan     | Sedan    | Sedan  | Sedan          | Sedan          | Sedan       | Sedan          | Sedan       |
| Type          | Motor     | Vermogen | Koppel | Aandrijving    | Gewicht        | 0-100 km/h  | Topsnelheid    | Jaartal     |
| ------------- | --------- | -------- | ------ | -------------- | -------------- | ----------- | -------------- | ----------- |
| 1.4 TFSI      | 4-in-lijn | 125 pk   | 200 Nm | voor           | 1190 kg        | 9,4 s       | 212 km/h       | 2013 - 2016 |
| 1.4 TFSI      | 4-in-lijn | 140 pk   | 250 Nm | voor           | 1215 kg        | 8,4 s       | 219 km/h       | 2013 - 2014 |
| 1.4 TFSI      | 4-in-lijn | 150 pk   | 250 Nm | voor           | 1215 kg        | 8,2 s       | 224 km/h       | 2014 - 2016 |
| 1.8 TFSI      | 4-in-lijn | 180 pk   | 250 Nm | voor / quattro | 1245 / 1355 kg | 7,2 / 6,8 s | 242 / 235 km/h | 2014 - 2016 |
| 2.0 TFSI (S3) | 4-in-lijn | 300 pk   | 380 Nm | quattro        | 1405 kg        | 5,3 s       | 250 km/h       | 2014 - 2016 |

| Cabriolet     | Cabriolet | Cabriolet | Cabriolet | Cabriolet      | Cabriolet | Cabriolet   | Cabriolet      | Cabriolet   |
| Type          | Motor     | Vermogen  | Koppel    | Aandrijving    | Gewicht   | 0-100 km/h  | Topsnelheid    | Jaartal     |
| ------------- | --------- | --------- | --------- | -------------- | --------- | ----------- | -------------- | ----------- |
| 1.4 TFSI      | 4-in-lijn | 116 pk    | 200 Nm    | voor           | 1320 kg   | 10,6 s      | 203 km/h       | 2016 - 2016 |
| 1.4 TFSI      | 4-in-lijn | 125 pk    | 200 Nm    | voor           | 1320 kg   | 10,2 s      | 211 km/h       | 2014 - 2016 |
| 1.4 TFSI      | 4-in-lijn | 140 pk    | 250 Nm    | voor           | 1340 kg   | 9,1 s       | 218 km/h       | 2013 - 2014 |
| 1.4 TFSI      | 4-in-lijn | 150 pk    | 250 Nm    | voor           | 1340 kg   | 8,9 s       | 222 km/h       | 2014 - 2016 |
| 1.8 TFSI      | 4-in-lijn | 180 pk    | 250 Nm    | voor / quattro | 1425 kg   | 7,7 / 7,6 s | 242 / 234 km/h | 2013 - 2016 |
| 2.0 TFSI (S3) | 4-in-lijn | 300 pk    | 380 Nm    | quattro        | 1595 kg   | 5,4 s       | 250 km/h       | 2014 - 2016 |

Aardgas
| Sportback       | Sportback | Sportback | Sportback | Sportback   | Sportback | Sportback  | Sportback   | Sportback   |
| Type            | Motor     | Vermogen  | Koppel    | Aandrijving | Gewicht   | 0-100 km/h | Topsnelheid | Jaartal     |
| --------------- | --------- | --------- | --------- | ----------- | --------- | ---------- | ----------- | ----------- |
| 1.4 TFSI g-tron | 4-in-lijn | 110 pk    | 200 Nm    | voor        | 1235 kg   | 10,8 s     | 197 km/h    | 2014 - 2016 |

PHEV
| Sportback       | Sportback | Sportback             | Sportback           | Sportback   | Sportback | Sportback  | Sportback   | Sportback   |
| Type            | Motor     | Gecombineerd vermogen | Gecombineerd koppel | Aandrijving | Gewicht   | 0-100 km/h | Topsnelheid | Jaartal     |
| --------------- | --------- | --------------------- | ------------------- | ----------- | --------- | ---------- | ----------- | ----------- |
| 1.4 TFSI e-tron | 4-in-lijn | 204 pk                | 350 Nm              | voor        | 1515 kg   | 7,6 s      | 222 km/h    | 2014 - 2016 |

Diesel
| Hatchback     | Hatchback | Hatchback | Hatchback | Hatchback      | Hatchback      | Hatchback   | Hatchback      | Hatchback   |
| Type          | Motor     | Vermogen  | Koppel    | Aandrijving    | Gewicht        | 0-100 km/h  | Topsnelheid    | Jaartal     |
| ------------- | --------- | --------- | --------- | -------------- | -------------- | ----------- | -------------- | ----------- |
| 1.6 TDI       | 4-in-lijn | 105 pk    | 250 Nm    | voor           | 1205 kg        | 10,7 s      | 195 km/h       | 2012 - 2014 |
| 1.6 TDI Ultra | 4-in-lijn | 110 pk    | 250 Nm    | voor           | 1180 kg        | 10,5 s      | 200 km/h       | 2013 - 2016 |
| 1.6 TDI       | 4-in-lijn | 110 pk    | 250 Nm    | voor           | 1205 kg        | 10,5 s      | 200 km/h       | 2014 - 2016 |
| 2.0 TDI       | 4-in-lijn | 150 pk    | 320 Nm    | voor / quattro | 1255 / 1335 kg | 8,6 / 8,4 s | 216 / 214 km/h | 2012 - 2016 |
| 2.0 TDI       | 4-in-lijn | 184 pk    | 380 Nm    | voor / quattro | 1265 / 1405 kg | 7,3 / 6,8 s | 234 / 230 km/h | 2013 - 2016 |

| Sportback     | Sportback | Sportback | Sportback | Sportback   | Sportback | Sportback  | Sportback   | Sportback   |
| Type          | Motor     | Vermogen  | Koppel    | Aandrijving | Gewicht   | 0-100 km/h | Topsnelheid | Jaartal     |
| ------------- | --------- | --------- | --------- | ----------- | --------- | ---------- | ----------- | ----------- |
| 1.6 TDI       | 4-in-lijn | 105 pk    | 250 Nm    | voor        | 1235 kg   | 10,9 s     | 195 km/h    | 2013 - 2014 |
| 1.6 TDI Ultra | 4-in-lijn | 110 pk    | 250 Nm    | voor        | 1215 kg   | 10,7 s     | 200 km/h    | 2013 - 2016 |
| 1.6 TDI       | 4-in-lijn | 110 pk    | 250 Nm    | voor        | 1235 kg   | 10,7 s     | 200 km/h    | 2014 - 2016 |
| 2.0 TDI       | 4-in-lijn | 150 pk    | 320 Nm    | voor        | 1285 kg   | 8,7 s      | 216 km/h    | 2012 - 2016 |

| Sedan         | Sedan     | Sedan    | Sedan  | Sedan          | Sedan          | Sedan       | Sedan          | Sedan       |
| Type          | Motor     | Vermogen | Koppel | Aandrijving    | Gewicht        | 0-100 km/h  | Topsnelheid    | Jaartal     |
| ------------- | --------- | -------- | ------ | -------------- | -------------- | ----------- | -------------- | ----------- |
| 1.6 TDI       | 4-in-lijn | 105 pk   | 250 Nm | voor           | 1250 kg        | 10,9 s      | 198 km/h       | 2013 - 2014 |
| 1.6 TDI Ultra | 4-in-lijn | 110 pk   | 250 Nm | voor           | 1230 kg        | 10,7 s      | 203 km/h       | 2013 - 2016 |
| 1.6 TDI       | 4-in-lijn | 110 pk   | 250 Nm | voor           | 1245 kg        | 10,7 s      | 203 km/h       | 2014 - 2016 |
| 2.0 TDI       | 4-in-lijn | 150 pk   | 320 Nm | voor / quattro | 1285 /1375 kg  | 8,7 / 8,6 s | 220 / 224 km/h | 2012 - 2015 |
| 2.0 TDI       | 4-in-lijn | 150 pk   | 340 Nm | voor / quattro | 1290 / 1375 kg | 8,6 / 8,3 s | 224 / 220 km/h | 2015 - 2016 |
| 2.0 TDI       | 4-in-lijn | 184 pk   | 380 Nm | voor / quattro | 1295 / 1370 kg | 7,4 / 6,9 s | 241 / 237 km/h | 2014 - 2016 |

| Cabriolet | Cabriolet | Cabriolet | Cabriolet | Cabriolet      | Cabriolet      | Cabriolet   | Cabriolet      | Cabriolet   |
| Type      | Motor     | Vermogen  | Koppel    | Aandrijving    | Gewicht        | 0-100 km/h  | Topsnelheid    | Jaartal     |
| --------- | --------- | --------- | --------- | -------------- | -------------- | ----------- | -------------- | ----------- |
| 1.6 TDI   | 4-in-lijn | 110 pk    | 250 Nm    | voor           | 1395 kg        | 11,4 s      | 200 km/h       | 2014 - 2016 |
| 2.0 TDI   | 4-in-lijn | 150 pk    | 320 Nm    | voor / quattro | 1435 / 1515 kg | 8,9 / 8,8 s | 224 / 220 km/h | 2013 - 2016 |

### Facelift
In 2016 werd de A3 gefacelift. De bumpers en grille veranderden en er kwamen nieuwe koplampen, standaard xenon en optioneel LED of Matrix LED. In het interieur is er een nieuwe stuurwiel en de Audi Virtual Cockpit is nu ook in de A3 optioneel te krijgen. De 1.2 TFSI werd vervangen door een driecilinder, de 1.0 TFSI met 116 pk. De 1.4 TFSI is voortaan alleen nog maar met cilinderuitschakeling en 150 pk te krijgen en de 1.8 TFSI is vervangen door de 2.0 TFSI als topuitvoering. Op dieselgebied zijn er een 1.6 TDI met 110 pk en 2.0 TDI met 150 pk. Verder heeft de S3 voortaan 310 pk tot zijn beschikking en is de RS 3 nu 400 pk sterk en bovendien ook als Limousine te krijgen. De driedeurs krijgt de meest krachtige motoren niet, maar is wel als S3.
In 2017 werden er nog meer veranderingen aangebracht. De 1.6 TDI levert voortaan 116 pk en de 1.4 TFSI COD is vervangen door de nieuwe 1.5 TFSI COD, die nog steeds 150 pk en 250 Nm levert. Verder zullen er vanaf 2018 geen driedeurs A3's of S3's meer te krijgen zijn.

#### Gegevens
Benzine
| Hatchback     | Hatchback | Hatchback | Hatchback | Hatchback   | Hatchback | Hatchback  | Hatchback   | Hatchback   |
| Type          | Motor     | Vermogen  | Koppel    | Aandrijving | Gewicht   | 0-100 km/h | Topsnelheid | Jaartal     |
| ------------- | --------- | --------- | --------- | ----------- | --------- | ---------- | ----------- | ----------- |
| 1.0 TFSI      | 3-in-lijn | 116 pk    | 200 Nm    | voor        | 1125 kg   | 9,7 s      | 206 km/h    | 2016 - 2017 |
| 1.4 TFSI      | 4-in-lijn | 150 pk    | 250 Nm    | voor        | 1175 kg   | 8,1 s      | 220 km/h    | 2016 - 2017 |
| 1.5 TFSI      | 4-in-lijn | 150 pk    | 250 Nm    | voor        | 1175 kg   | 8,1 s      | 220 km/h    | 2017 - 2017 |
| 2.0 TFSI (S3) | 4-in-lijn | 310 pk    | 400 Nm    | quattro     | 1380 kg   | 5,2 s      | 250 km/h    | 2016 - 2017 |

| Sportback      | Sportback | Sportback | Sportback | Sportback      | Sportback      | Sportback   | Sportback      | Sportback   |
| Type           | Motor     | Vermogen  | Koppel    | Aandrijving    | Gewicht        | 0-100 km/h  | Topsnelheid    | Jaartal     |
| -------------- | --------- | --------- | --------- | -------------- | -------------- | ----------- | -------------- | ----------- |
| 1.0 TFSI       | 3-in-lijn | 116 pk    | 200 Nm    | voor           | 1155 kg        | 9,9 s       | 206 km/h       | 2016 - 2018 |
| 1.4 TFSI       | 4-in-lijn | 150 pk    | 250 Nm    | voor           | 1205 kg        | 8,2 s       | 220 km/h       | 2016 - 2017 |
| 1.5 TFSI       | 4-in-lijn | 150 pk    | 250 Nm    | voor           | 1205 kg        | 8,2 s       | 220 km/h       | 2017 - 2018 |
| 2.0 TFSI       | 4-in-lijn | 190 pk    | 320 Nm    | voor / quattro | 1260 / 1360 kg | 6,9 / 6,2 s | 244 / 236 km/h | 2016 - 2018 |
| 2.0 TFSI (S3)  | 4-in-lijn | 310 pk    | 400 Nm    | quattro        | 1405 kg        | 5,3 s       | 250 km/h       | 2016 - 2018 |
| 2.5 TFSI (RS3) | 5-in-lijn | 400 pk    | 480 Nm    | quattro        | 1485 kg        | 4,1 s       | 250 km/h       | 2017 - 2020 |

| Sedan          | Sedan     | Sedan  | Sedan  | Sedan          | Sedan          | Sedan       | Sedan          | Sedan       |
| -------------- | --------- | ------ | ------ | -------------- | -------------- | ----------- | -------------- | ----------- |
| 1.0 TFSI       | 3-in-lijn | 116 pk | 200 Nm | voor           | 1160 kg        | 9,9 s       | 211 km/h       | 2016 - 2018 |
| 1.4 TFSI       | 4-in-lijn | 150 pk | 250 Nm | voor           | 1210 kg        | 8,2 s       | 224 km/h       | 2016 - 2017 |
| 1.5 TFSI       | 4-in-lijn | 150 pk | 250 Nm | voor           | 1210 kg        | 8,2 s       | 224 km/h       | 2017 - 2018 |
| 2.0 TFSI       | 4-in-lijn | 190 pk | 320 Nm | voor / quattro | 1265 / 1365 kg | 6,9 / 6,2 s | 250 / 242 km/h | 2016 - 2018 |
| 2.0 TFSI (S3)  | 4-in-lijn | 310 pk | 400 Nm | quattro        | 1410 kg        | 5,3 s       | 250 km/h       | 2016 - 2018 |
| 2.5 TFSI (RS3) | 5-in-lijn | 400 pk | 480 Nm | quattro        | 1490 kg        | 4,1 s       | 250 km/h       | 2017 - 2018 |

| Cabriolet     | Cabriolet | Cabriolet | Cabriolet | Cabriolet   | Cabriolet | Cabriolet  | Cabriolet   | Cabriolet   |
| Type          | Motor     | Vermogen  | Koppel    | Aandrijving | Gewicht   | 0-100 km/h | Topsnelheid | Jaartal     |
| ------------- | --------- | --------- | --------- | ----------- | --------- | ---------- | ----------- | ----------- |
| 1.4 TFSI      | 4-in-lijn | 116 pk    | 200 Nm    | voor        | 1330 kg   | 10,6 s     | 203 km/h    | 2016 - 2018 |
| 1.4 TFSI      | 4-in-lijn | 150 pk    | 250 Nm    | voor        | 1350 kg   | 8,9 s      | 222 km/h    | 2016 - 2017 |
| 1.5 TFSI      | 4-in-lijn | 150 pk    | 250 Nm    | voor        | 1350 kg   | 8,9 s      | 222 km/h    | 2017 - 2018 |
| 2.0 TFSI (S3) | 4-in-lijn | 310 pk    | 400 Nm    | quattro     | 1610 kg   | 5,1 s      | 250 km/h    | 2016 - 2018 |

Aardgas
| Sportback       | Sportback | Sportback | Sportback | Sportback   | Sportback | Sportback  | Sportback   | Sportback   |
| Type            | Motor     | Vermogen  | Koppel    | Aandrijving | Gewicht   | 0-100 km/h | Topsnelheid | Jaartal     |
| --------------- | --------- | --------- | --------- | ----------- | --------- | ---------- | ----------- | ----------- |
| 1.4 TFSI g-tron | 4-in-lijn | 110 pk    | 200 Nm    | voor        | 1235 kg   | 10,8 s     | 197 km/h    | 2016 - 2018 |

PHEV
| Sportback       | Sportback | Sportback             | Sportback           | Sportback   | Sportback | Sportback  | Sportback   | Sportback   |
| Type            | Motor     | Gecombineerd vermogen | Gecombineerd koppel | Aandrijving | Gewicht   | 0-100 km/h | Topsnelheid | Jaartal     |
| --------------- | --------- | --------------------- | ------------------- | ----------- | --------- | ---------- | ----------- | ----------- |
| 1.4 TFSI e-tron | 4-in-lijn | 204 pk                | 350 Nm              | voor        | 1515 kg   | 7,6 s      | 222 km/h    | 2016 - 2018 |

Diesel
| Hatchback | Hatchback | Hatchback | Hatchback | Hatchback   | Hatchback | Hatchback  | Hatchback   | Hatchback   |
| Type      | Motor     | Vermogen  | Koppel    | Aandrijving | Gewicht   | 0-100 km/h | Topsnelheid | Jaartal     |
| --------- | --------- | --------- | --------- | ----------- | --------- | ---------- | ----------- | ----------- |
| 1.6 TDI   | 4-in-lijn | 110 pk    | 250 Nm    | voor        | 1210 kg   | 10,5 s     | 200 km/h    | 2016 - 2017 |
| 1.6 TDI   | 4-in-lijn | 116 pk    | 250 Nm    | voor        | 1205 kg   | 10,2 s     | 202 km/h    | 2017 - 2017 |

| Sportback | Sportback | Sportback | Sportback | Sportback      | Sportback      | Sportback   | Sportback      | Sportback   |
| Type      | Motor     | Vermogen  | Koppel    | Aandrijving    | Gewicht        | 0-100 km/h  | Topsnelheid    | Jaartal     |
| --------- | --------- | --------- | --------- | -------------- | -------------- | ----------- | -------------- | ----------- |
| 1.6 TDI   | 4-in-lijn | 110 pk    | 250 Nm    | voor           | 1235 kg        | 10,7 s      | 200 km/h       | 2016 - 2017 |
| 1.6 TDI   | 4-in-lijn | 116 pk    | 250 Nm    | voor           | 1235 kg        | 10,4 s      | 202 km/h       | 2017 - 2018 |
| 2.0 TDI   | 4-in-lijn | 150 pk    | 340 Nm    | voor / quattro | 1280 / 1360 kg | 8,6 / 8,3 s | 218 / 214 km/h | 2016 - 2018 |

| Sedan   | Sedan     | Sedan    | Sedan  | Sedan          | Sedan          | Sedan       | Sedan          | Sedan       |
| Type    | Motor     | Vermogen | Koppel | Aandrijving    | Gewicht        | 0-100 km/h  | Topsnelheid    | Jaartal     |
| ------- | --------- | -------- | ------ | -------------- | -------------- | ----------- | -------------- | ----------- |
| 1.6 TDI | 4-in-lijn | 110 pk   | 250 Nm | voor           | 1240 kg        | 10,7 s      | 203 km/h       | 2016 - 2017 |
| 1.6 TDI | 4-in-lijn | 116 pk   | 250 Nm | voor           | 1245 kg        | 10,4 s      | 205 km/h       | 2017 - 2018 |
| 2.0 TDI | 4-in-lijn | 150 pk   | 340 Nm | voor / quattro | 1290 / 1370 kg | 8,6 / 8,3 s | 224 / 220 km/h | 2016 - 2018 |

| Cabriolet | Cabriolet | Cabriolet | Cabriolet | Cabriolet   | Cabriolet | Cabriolet  | Cabriolet   | Cabriolet   |
| Type      | Motor     | Vermogen  | Koppel    | Aandrijving | Gewicht   | 0-100 km/h | Topsnelheid | Jaartal     |
| --------- | --------- | --------- | --------- | ----------- | --------- | ---------- | ----------- | ----------- |
| 1.6 TDI   | 4-in-lijn | 110 pk    | 250 Nm    | voor        | 1400 kg   | 11,4 s     | 200 km/h    | 2016 - 2017 |
| 1.6 TDI   | 4-in-lijn | 116 pk    | 250 Nm    | voor        | 1405 kg   | 11,2 s     | 202 km/h    | 2017 - 2018 |

Gegevens vanaf modeljaar 2019
Benzine:
| A3 Sportback | A3 Sportback | A3 Sportback | A3 Sportback | A3 Sportback | A3 Sportback   | A3 Sportback   | A3 Sportback | A3 Sportback  | A3 Sportback | A3 Sportback |
| Aanduiding   | Type         | Motor        | Vermogen     | Koppel       | Aandrijving    | Gewicht        | 0-100 km/u   | Topsnelheid   | Jaartal      |              |
| ------------ | ------------ | ------------ | ------------ | ------------ | -------------- | -------------- | ------------ | ------------- | ------------ | ------------ |
| 30 TFSI      | 1.0 TFSI     | 3-in-lijn    | 115 pk       | 200 Nm       | voor           | 1165 kg        | 9,9 s        | 206 km/u      | 2018 - 2020  |              |
| 35 TFSI      | 1.5 TFSI     | 4-in-lijn    | 150 pk       | 250 Nm       | voor           | 1225 kg        | 8,2 s        | 220 km/u      | 2018 - 2020  |              |
| 40 TFSI      | 2.0 TFSI     | 4-in-lijn    | 190 pk       | 320 Nm       | voor / quattro | 1290 / 1390 kg | 6,8 / 6,2 s  | 244 /236 km/u | 2019 - 2020  |              |
| S3           | 4-in-lijn    | 2.0 TFSI     | 300 pk       | 400 Nm       | quattro        | 1440 kg        | 4,7 s        | 250 km/h      | 2018 - 2020  |              |
| RS3          | 5-in-lijn    | 2.5 TFSI     | 400 pk       | 480 Nm       | quattro        | 1510 kg        | 4,1 s        | 250 km/h      | 2019 - 2020  |              |

| A3 Sedan   | A3 Sedan | A3 Sedan  | A3 Sedan | A3 Sedan | A3 Sedan       | A3 Sedan       | A3 Sedan    | A3 Sedan       | A3 Sedan    | A3 Sedan |
| Aanduiding | Type     | Motor     | Vermogen | Koppel   | Aandrijving    | Gewicht        | 0-100 km/u  | Topsnelheid    | Jaartal     |          |
| ---------- | -------- | --------- | -------- | -------- | -------------- | -------------- | ----------- | -------------- | ----------- | -------- |
| 30 TFSI    | 1.0 TFSI | 3-in-lijn | 115 pk   | 200 Nm   | voor           | 1175 kg        | 9,9 s       | 211 km/u       | 2018 - 2020 |          |
| 35 TFSI    | 1.5 TFSI | 4-in-lijn | 150 pk   | 250 Nm   | voor           | 1235 kg        | 8,2 s       | 224 km/u       | 2018 - 2020 |          |
| 40 TFSI    | 2.0 TFSI | 4-in-lijn | 190 pk   | 320 Nm   | voor / quattro | 1295 / 1395 kg | 6,8 / 6,2 s | 250 / 242 km/u | 2019 - 2020 |          |
| S3         | 2.0 TFSI | 4-in-lijn | 300 pk   | 400 Nm   | quattro        | 1440 kg        | 4,7 s       | 250 km/h       | 2018 - 2020 |          |
| RS3        | 2.5 TFSI | 5-in-lijn | 400 pk   | 480 Nm   | quattro        | 1510 kg        | 4,1 s       | 250 km/h       | 2019 - 2020 |          |

| A3 Cabriolet | A3 Cabriolet | A3 Cabriolet | A3 Cabriolet | A3 Cabriolet | A3 Cabriolet | A3 Cabriolet | A3 Cabriolet | A3 Cabriolet | A3 Cabriolet | A3 Cabriolet |
| Aanduiding   | Type         | Motor        | Vermogen     | Koppel       | Aandrijving  | Gewicht      | 0-100 km/u   | Topsnelheid  | Jaartal      |              |
| ------------ | ------------ | ------------ | ------------ | ------------ | ------------ | ------------ | ------------ | ------------ | ------------ | ------------ |
| 35 TFSI      | 1.5 TFSI     | 4-in-lijn    | 150 pk       | 250 Nm       | voor         | 1380 kg      | 8,9 s        | 222 km/u     | 2018 - heden |              |
| 40 TFSI      | 2.0 TFSI     | 4-in-lijn    | 190 pk       | 320 Nm       | voor         | 1465 kg      | 7,2 s        | 250 km/u     | 2019 - 2019  |              |
| S3           | 2.0 TFSI     | 4-in-lijn    | 300 pk       | 400 Nm       | quattro      | 1630 kg      | 5,2 s        | 250 km/h     | 2019 - 2020  |              |

Aardgas
| Sportback  | Sportback       | Sportback | Sportback | Sportback | Sportback   | Sportback | Sportback  | Sportback   | Sportback   |
| Aanduiding | Type            | Motor     | Vermogen  | Koppel    | Aandrijving | Gewicht   | 0-100 km/h | Topsnelheid | Jaartal     |
| ---------- | --------------- | --------- | --------- | --------- | ----------- | --------- | ---------- | ----------- | ----------- |
| 30 g-tron  | 1.5 TFSI g-tron | 4-in-lijn | 130 pk    | 200 Nm    | voor        | 1285 kg   | 9,4 s      | 211 km/h    | 2019 - 2020 |

Diesel:
| A3 Sportback | A3 Sportback | A3 Sportback | A3 Sportback | A3 Sportback | A3 Sportback | A3 Sportback | A3 Sportback | A3 Sportback | A3 Sportback | A3 Sportback |
| Aanduiding   | Type         | Motor        | Vermogen     | Koppel       | Aandrijving  | Gewicht      | 0-100 km/u   | Topsnelheid  | Jaartal      |              |
| ------------ | ------------ | ------------ | ------------ | ------------ | ------------ | ------------ | ------------ | ------------ | ------------ | ------------ |
| 30 TDI       | 1.6 TDI      | 4-in-lijn    | 116 pk       | 250 Nm       | voor         | 1265 kg      | 10,4 s       | 205 km/u     | 2018 - 2020  |              |
| 35 TDI       | 2.0 TDI      | 4-in-lijn    | 150 pk       | 340 Nm       | voor         | 1315 kg      | 8,1 s        | 218 km/u     | 2019 - 2020  |              |

| A3 Sedan   | A3 Sedan | A3 Sedan  | A3 Sedan | A3 Sedan | A3 Sedan    | A3 Sedan | A3 Sedan   | A3 Sedan    | A3 Sedan    | A3 Sedan |
| Aanduiding | Type     | Motor     | Vermogen | Koppel   | Aandrijving | Gewicht  | 0-100 km/u | Topsnelheid | Jaartal     |          |
| ---------- | -------- | --------- | -------- | -------- | ----------- | -------- | ---------- | ----------- | ----------- | -------- |
| 30 TDI     | 1.6 TDI  | 4-in-lijn | 116 pk   | 250 Nm   | voor        | 1275 kg  | 10,4 s     | 211 km/u    | 2018 - 2020 |          |
| 35 TDI     | 2.0 TDI  | 4-in-lijn | 150 pk   | 340 Nm   | voor        | 1325 kg  | 8,1 s      | 224 km/u    | 2019 - 2020 |          |

## Vierde generatie (8Y) 2020-heden
De nieuwe A3 (sportback) werd online onthuld op dinsdag 3 maart 2020.
Het nieuwe interieur en exterieur zijn sterk geïnspireerd op dat van Lamborghini. Het model deelt het MQB evt platform met andere Audi modellen en de Volkswagen Golf Mk8, SEAT Leon Mk4, en Škoda Octavia Mk4. De lengte en breedte namen beide met 3 centimeter toe in vergelijking met het voorgaande model, terwijl de lengte van de wielbasis gelijk is gebleven. De kofferruimte bestaat uit 380 liter met de stoelen omhoog en 1200 liter met de stoelen omlaag. De wagen heeft een drag coëfficiënt van 0,28 en wordt aangedreven door een 1.0-liter 3-cilinder turbobenzinemotor (TFSI) met 110pk of een 1,5-liter motor met 150pk. Er is tevens een 2.0 liter turbodieselmotor (TDI) met 116 of 150 pk.
Naast de klassieke benzine en diesel versie, is er tevens een 2.0-liter Quattro versie beschikbaar, dewelke 190 pk produceert en 320 Nm koppel (400 Nm voor de diesel versie). Deze versie heeft evenwel een kleinere kofferruimte, 320 liter in plaats van 380, ten gevolge van de vierwielaandrijving waarmee de Quattro versie komt.
De nieuwe Berline versie werd onthuld op 21 April 2020. De voorzijde is gelijkaardig aan dat van de A3 Sportback. Vergeleken met zijn voorganger is de nieuwe A3 Berline 4 cm langer (4,50 meter), 2 cm breder (1,82 meter) en 1 cm hoger (1,43 meter). De wielbasis bleef evenwel ongewijzigd.

#### Gegevens
Benzine:
| A3 Sportback | A3 Sportback | A3 Sportback | A3 Sportback | A3 Sportback | A3 Sportback | A3 Sportback | A3 Sportback | A3 Sportback | A3 Sportback | A3 Sportback |
| Aanduiding   | Type         | Motor        | Vermogen     | Koppel       | Aandrijving  | Gewicht      | 0-100 km/u   | Topsnelheid  | Jaartal      |              |
| ------------ | ------------ | ------------ | ------------ | ------------ | ------------ | ------------ | ------------ | ------------ | ------------ | ------------ |
| 30 TFSI      | 1.0 TFSI     | 3-in-lijn    | 115 pk       | 200 Nm       | voor         | 1195 kg      | 10,6 s       | 204 km/u     | 2020 - heden |              |
| 35 TFSI      | 1.5 TFSI     | 4-in-lijn    | 150 pk       | 250 Nm       | voor         | 1255 kg      | 8,4 s        | 224 km/u     | 2020 - heden |              |
| S3           | 2.0 TFSI     | 4-in-lijn    | 310 pk       | 400 Nm       | quattro      | 1475 kg      | 4,8 s        | 250 km/h     | 2020 - heden |              |
| RS3          | 5-in-lijn    | 2.5 TFSI     | 400 pk       | 500 Nm       | quattro      | 1545 kg      | 3,8 s        | 250 km/h     | 2021 - heden |              |

| A3 Sedan   | A3 Sedan | A3 Sedan  | A3 Sedan | A3 Sedan | A3 Sedan    | A3 Sedan | A3 Sedan   | A3 Sedan    | A3 Sedan     | A3 Sedan |
| Aanduiding | Type     | Motor     | Vermogen | Koppel   | Aandrijving | Gewicht  | 0-100 km/u | Topsnelheid | Jaartal      |          |
| ---------- | -------- | --------- | -------- | -------- | ----------- | -------- | ---------- | ----------- | ------------ | -------- |
| 30 TFSI    | 1.0 TFSI | 3-in-lijn | 115 pk   | 200 Nm   | voor        | 1200 kg  | 10,6 s     | 210 km/u    | 2020 - heden |          |
| 35 TFSI    | 1.5 TFSI | 4-in-lijn | 150 pk   | 250 Nm   | voor        | 1295 kg  | 8,4 s      | 232 km/u    | 2020 - heden |          |
| S3         | 2.0 TFSI | 4-in-lijn | 310 pk   | 400 Nm   | quattro     | 1480 kg  | 4,8 s      | 250 km/h    | 2020 - heden |          |
| RS3        | 2.5 TFSI | 5-in-lijn | 400 pk   | 500 Nm   | quattro     | 1550 kg  | 3,8 s      | 250 km/h    | 2021 - heden |          |

PHEV:
| Sportback  | Sportback | Sportback | Sportback             | Sportback           | Sportback   | Sportback | Sportback  | Sportback   | Sportback    |
| Aanduiding | Type      | Motor     | Gecombineerd vermogen | Gecombineerd koppel | Aandrijving | Gewicht   | 0-100 km/h | Topsnelheid | Jaartal      |
| ---------- | --------- | --------- | --------------------- | ------------------- | ----------- | --------- | ---------- | ----------- | ------------ |
| 40 TFSI e  | 1.4 TFSI  | 4-in-lijn | 204 pk                | 350 Nm              | voor        | 1535 kg   | 7,6 s      | 227 km/h    | 2021 - heden |
| 45 TFSI e  | 1.4 TFSI  | 4-in-lijn | 245 pk                | 400 Nm              | voor        | 1560 kg   | 6,8 s      | 232 km/h    | 2021 - heden |

Diesel:
| A3 Sportback | A3 Sportback | A3 Sportback | A3 Sportback | A3 Sportback | A3 Sportback | A3 Sportback | A3 Sportback | A3 Sportback | A3 Sportback | A3 Sportback |
| Aanduiding   | Type         | Motor        | Vermogen     | Koppel       | Aandrijving  | Gewicht      | 0-100 km/u   | Topsnelheid  | Jaartal      |              |
| ------------ | ------------ | ------------ | ------------ | ------------ | ------------ | ------------ | ------------ | ------------ | ------------ | ------------ |
| 30 TDI       | 2.0 TDI      | 4-in-lijn    | 116 pk       | 300 Nm       | voor         | 1320 kg      | 10,1 s       | 206 km/u     | 2020 - 2022  |              |
| 35 TDI       | 2.0 TDI      | 4-in-lijn    | 150 pk       | 360 Nm       | voor         | 1385 kg      | 8,4 s        | 224 km/u     | 2020 - 2022  |              |

| A3 Sedan   | A3 Sedan | A3 Sedan  | A3 Sedan | A3 Sedan | A3 Sedan    | A3 Sedan | A3 Sedan   | A3 Sedan    | A3 Sedan    | A3 Sedan |
| Aanduiding | Type     | Motor     | Vermogen | Koppel   | Aandrijving | Gewicht  | 0-100 km/u | Topsnelheid | Jaartal     |          |
| ---------- | -------- | --------- | -------- | -------- | ----------- | -------- | ---------- | ----------- | ----------- | -------- |
| 30 TDI     | 2.0 TDI  | 4-in-lijn | 116 pk   | 250 Nm   | voor        | 1275 kg  | 10,1 s     | 210 km/u    | 2020 - 2022 |          |
| 35 TDI     | 2.0 TDI  | 4-in-lijn | 150 pk   | 360 Nm   | voor        | 1325 kg  | 8,4 s      | 232 km/u    | 2020 - 2022 |          |